# Загруновский сельский совет (Зеньковский район)
Загруновский сельский совет (укр. Загрунівська сільська рада) — входит в состав
Зеньковского района
Полтавской области
Украины.
Административный центр сельского совета находится в 
с. Загруновка.

## Населённые пункты совета
- с. Загруновка
- с. Романовка
- с. Сулимы